# Teufelsmuseum

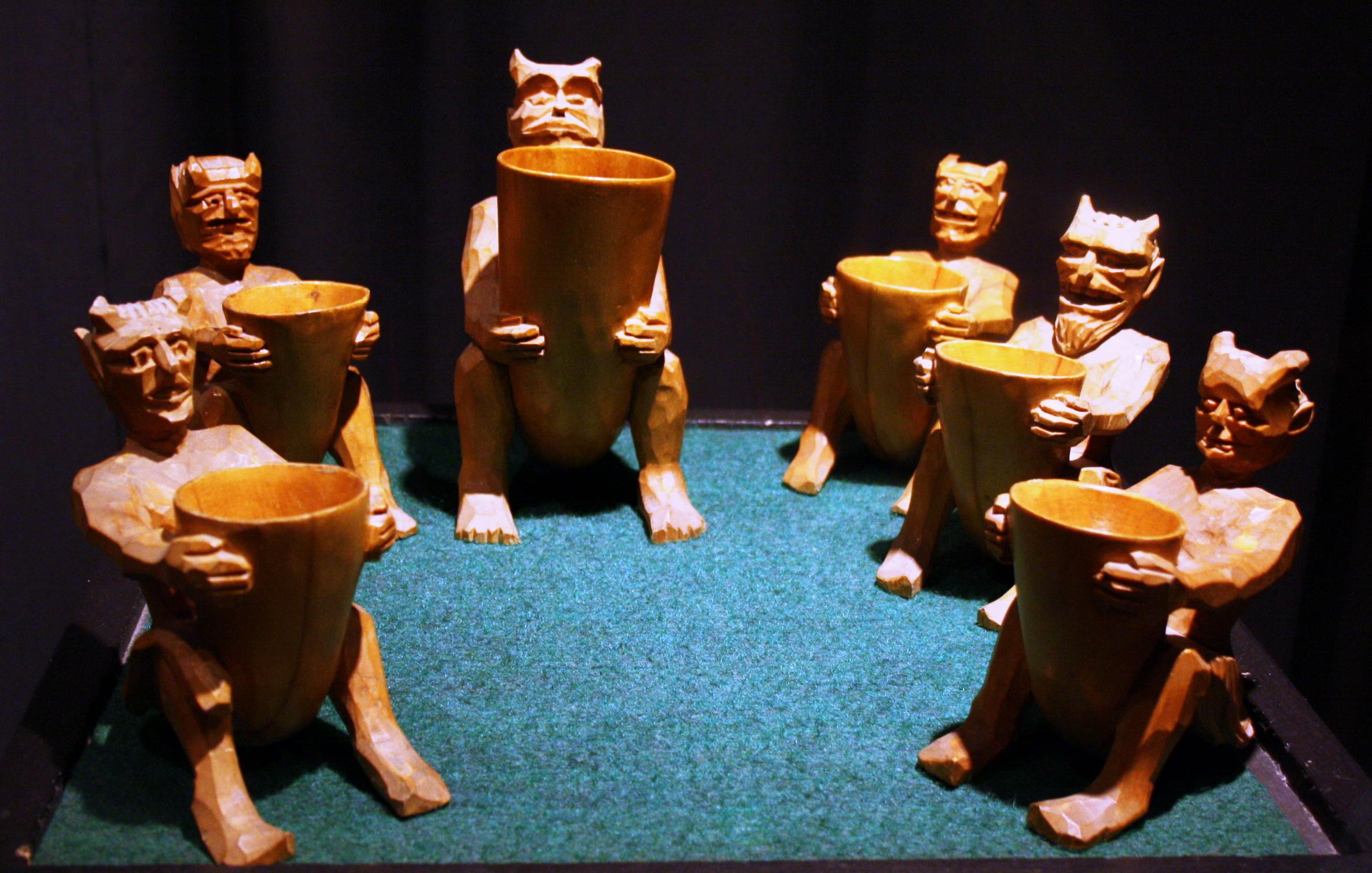

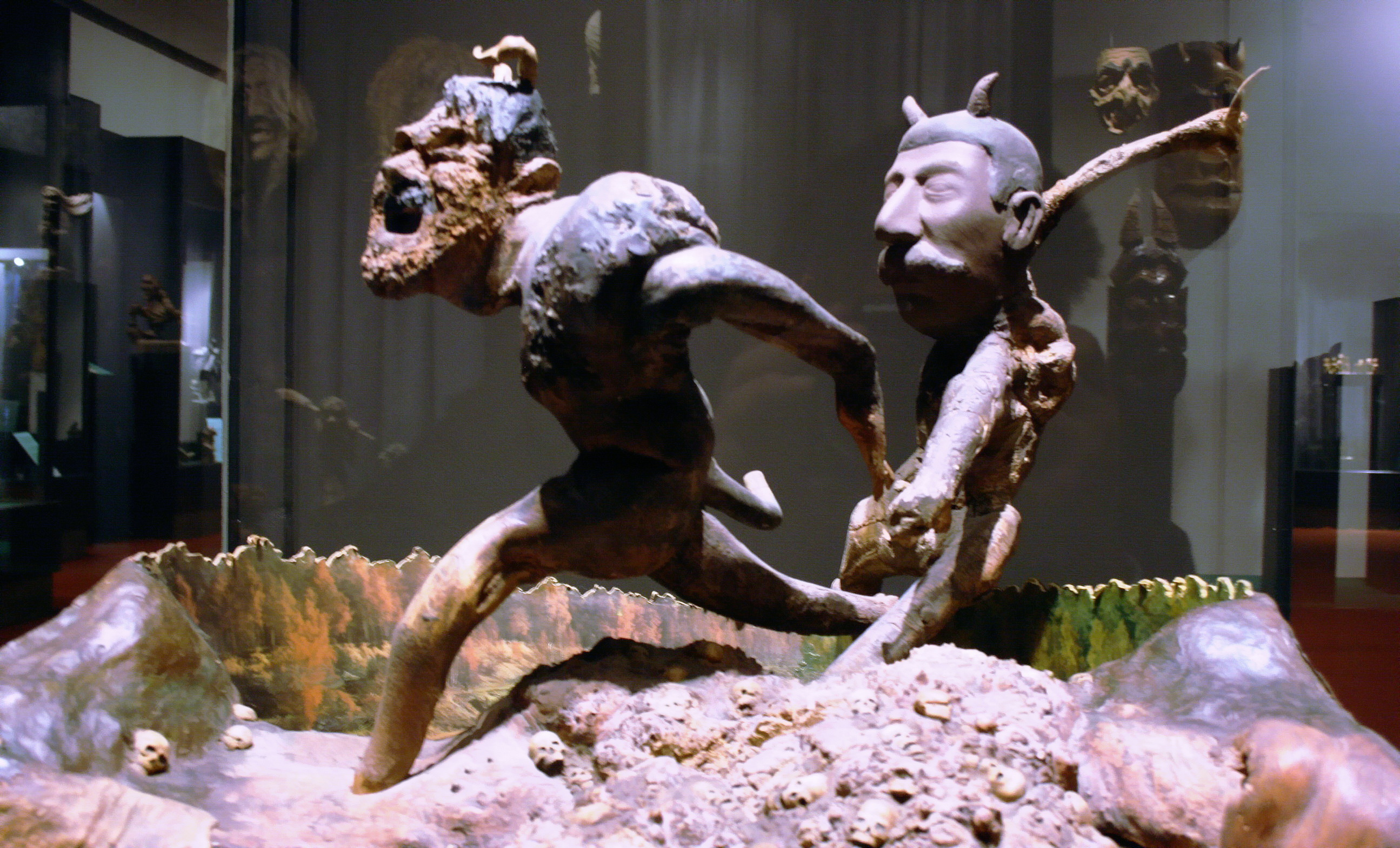
Darstellung von Hitler und Stalin als Teufel

Das Žmuidzinavičius-Museum in Kaunas, Litauen, ist im Allgemeinen als Teufelsmuseum bekannt. Es beherbergt eine Sammlung von etwa 3000 Darstellungen von Teufeln als Skulpturen oder Schnitzereien, die meist volkstümlicher Art sind und aus der ganzen Welt stammen.

## Geschichte
Die Sammlung wurde vom Maler Antanas Žmuidzinavičius (1876–1966) begründet und danach durch viele einzelne Schenkungen ausgebaut. Von besonderem Interesse ist eine Darstellung von Hitler und Stalin als Teufel, die auf einem mit menschlichen Knochen übersäten Spielplatz einen Totentanz aufführen.
1966 wurde das Museum im Haus von Antanas Žmuidzinavičius aus dem Jahr 1929 eingerichtet, heute befindet es sich in einem eigenen Anbau von 1982.

## Galerie

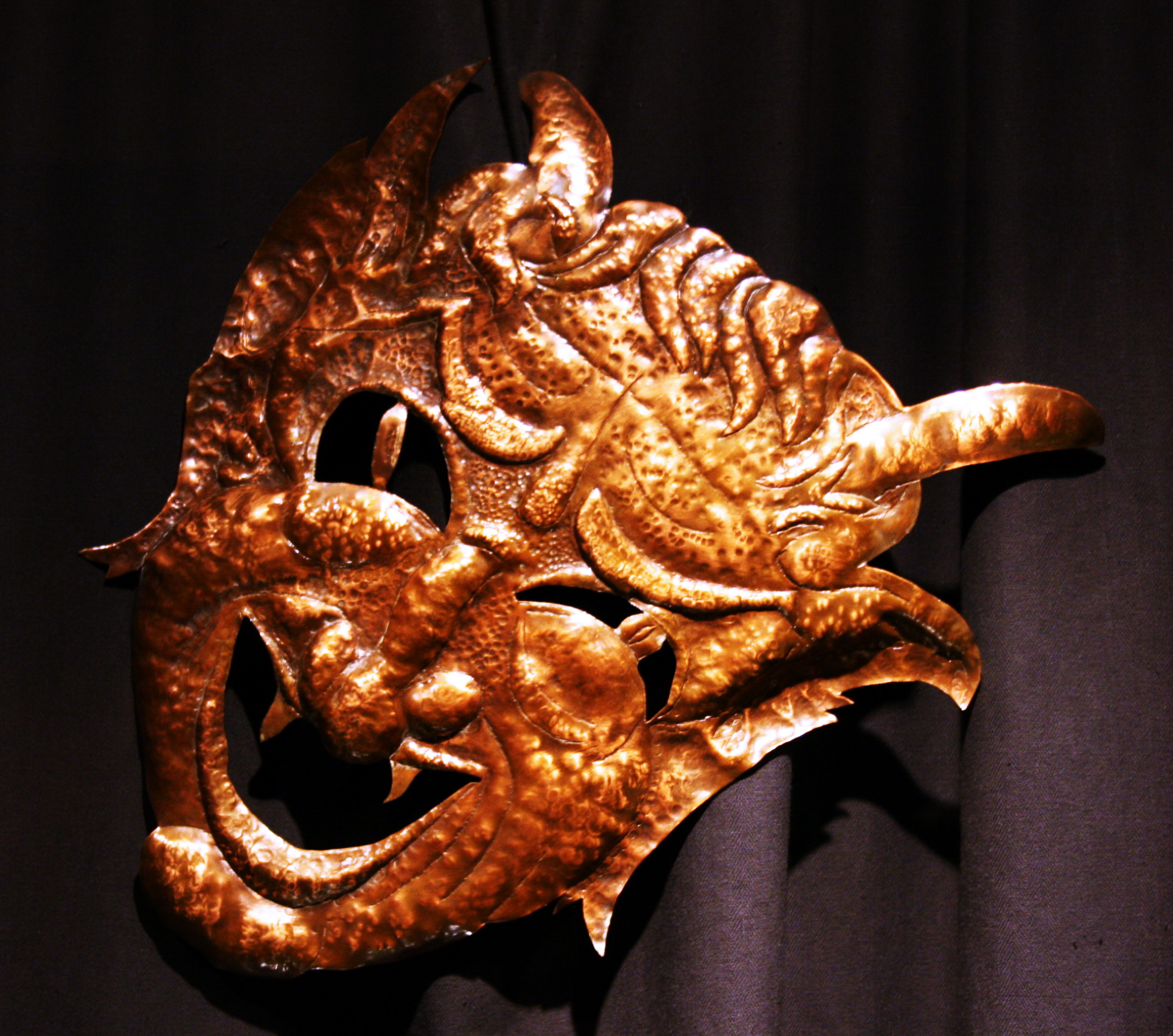
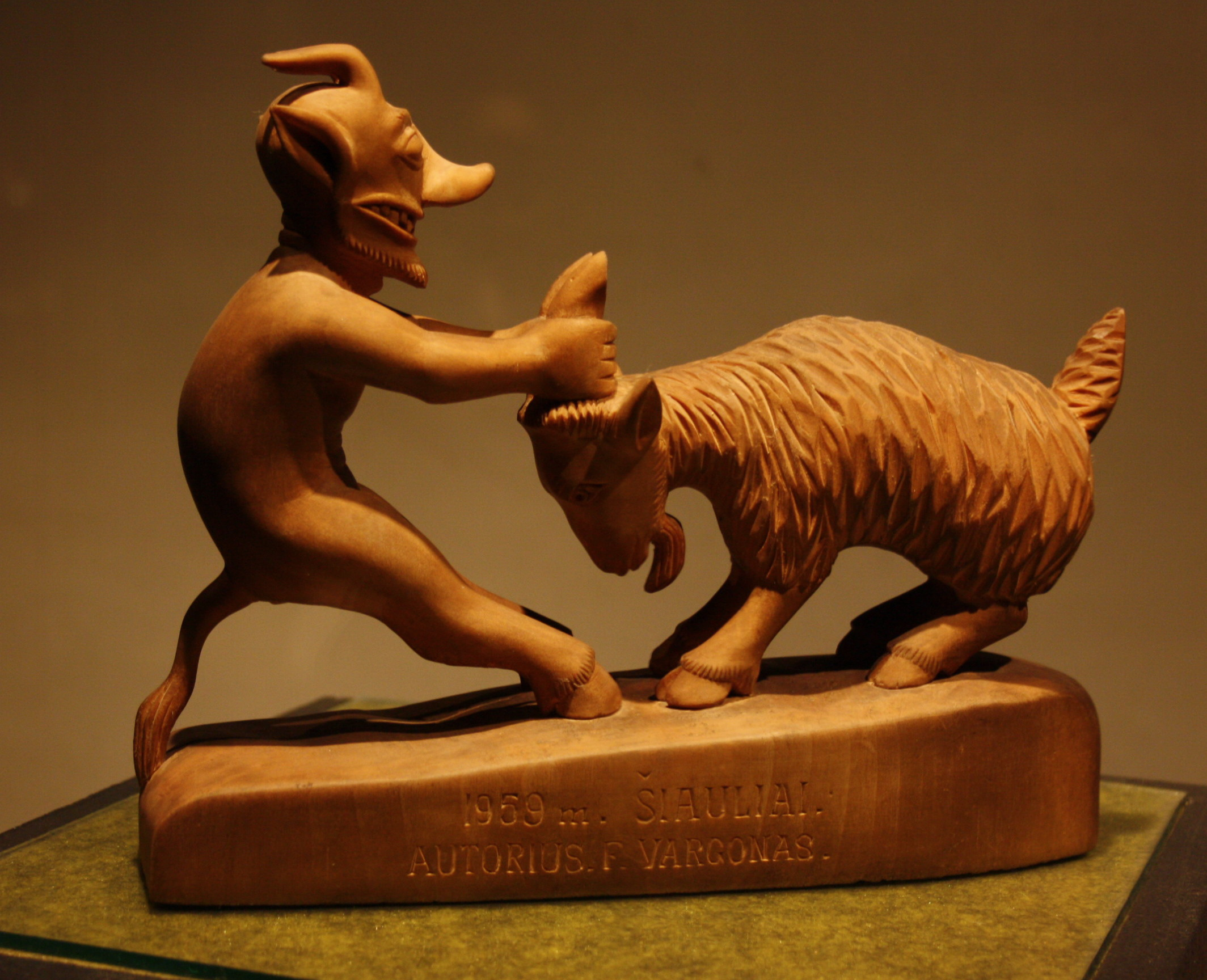
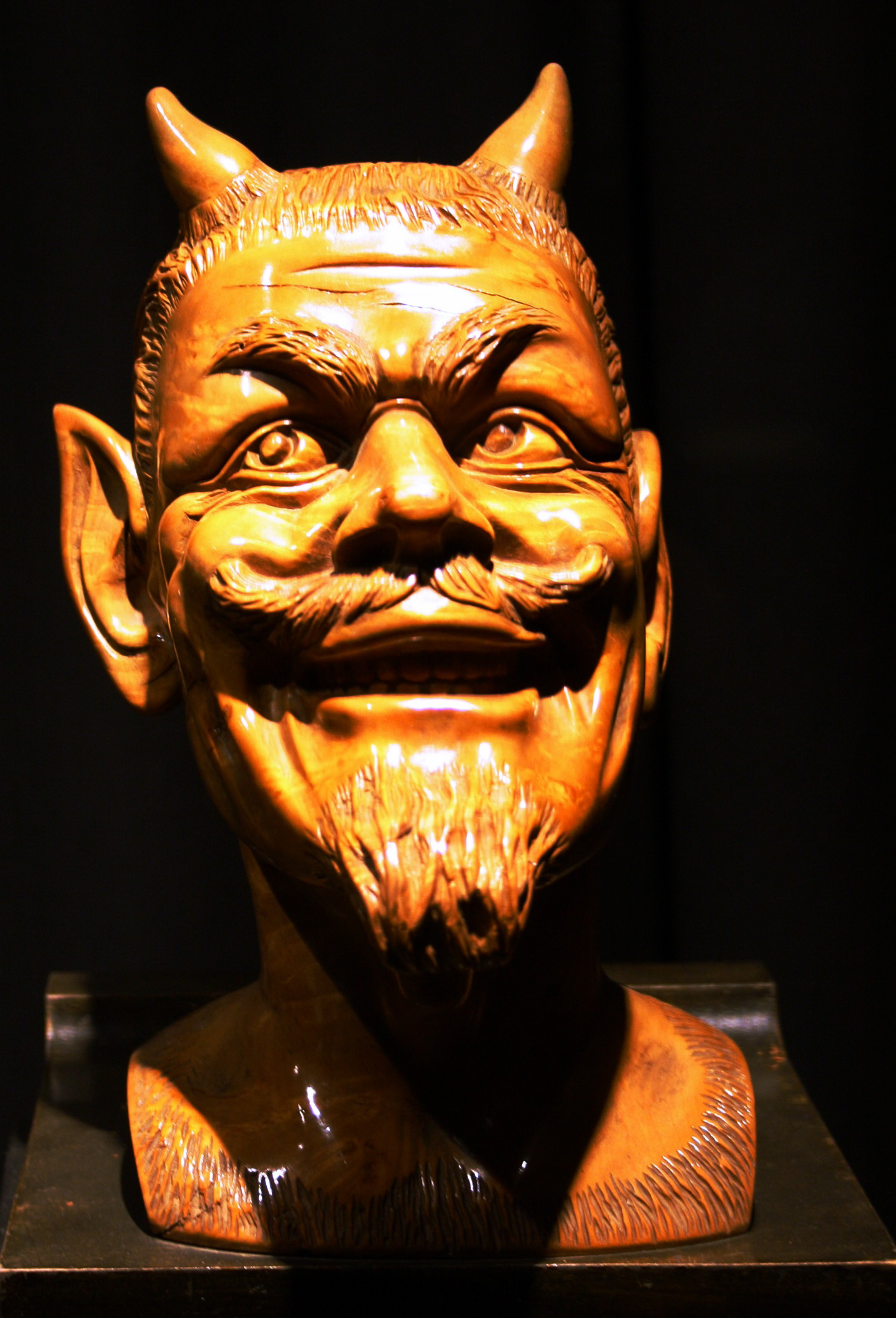
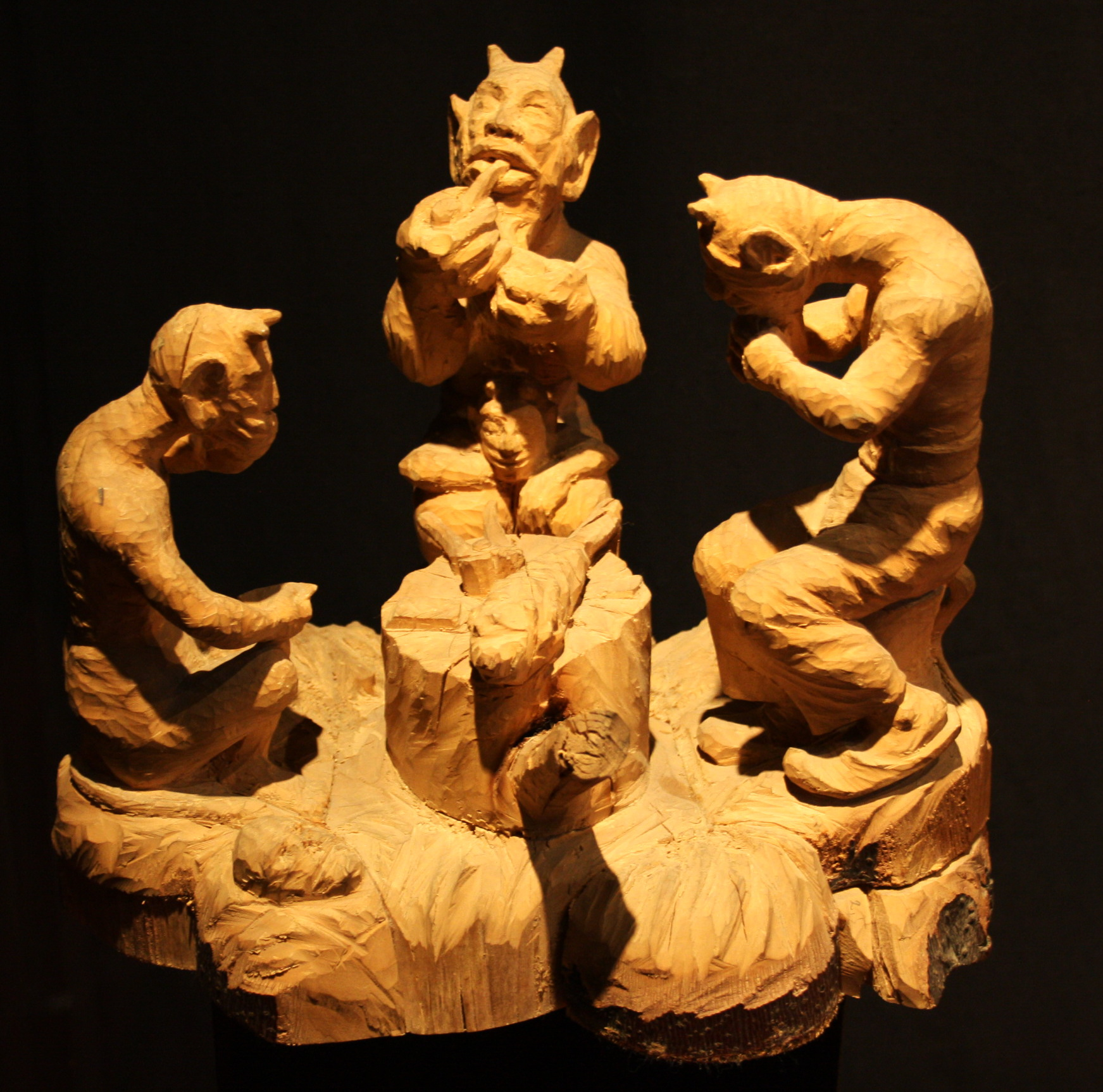
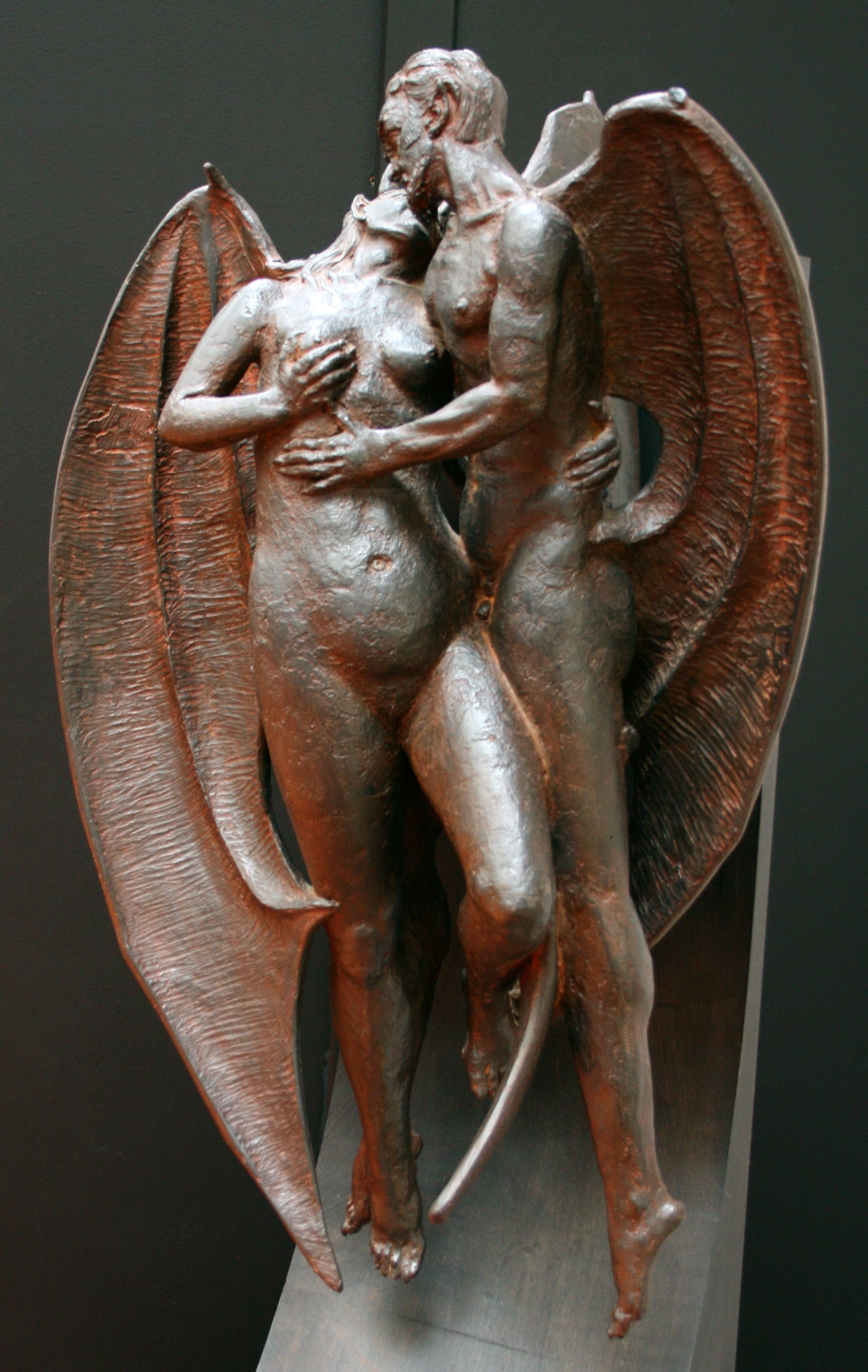
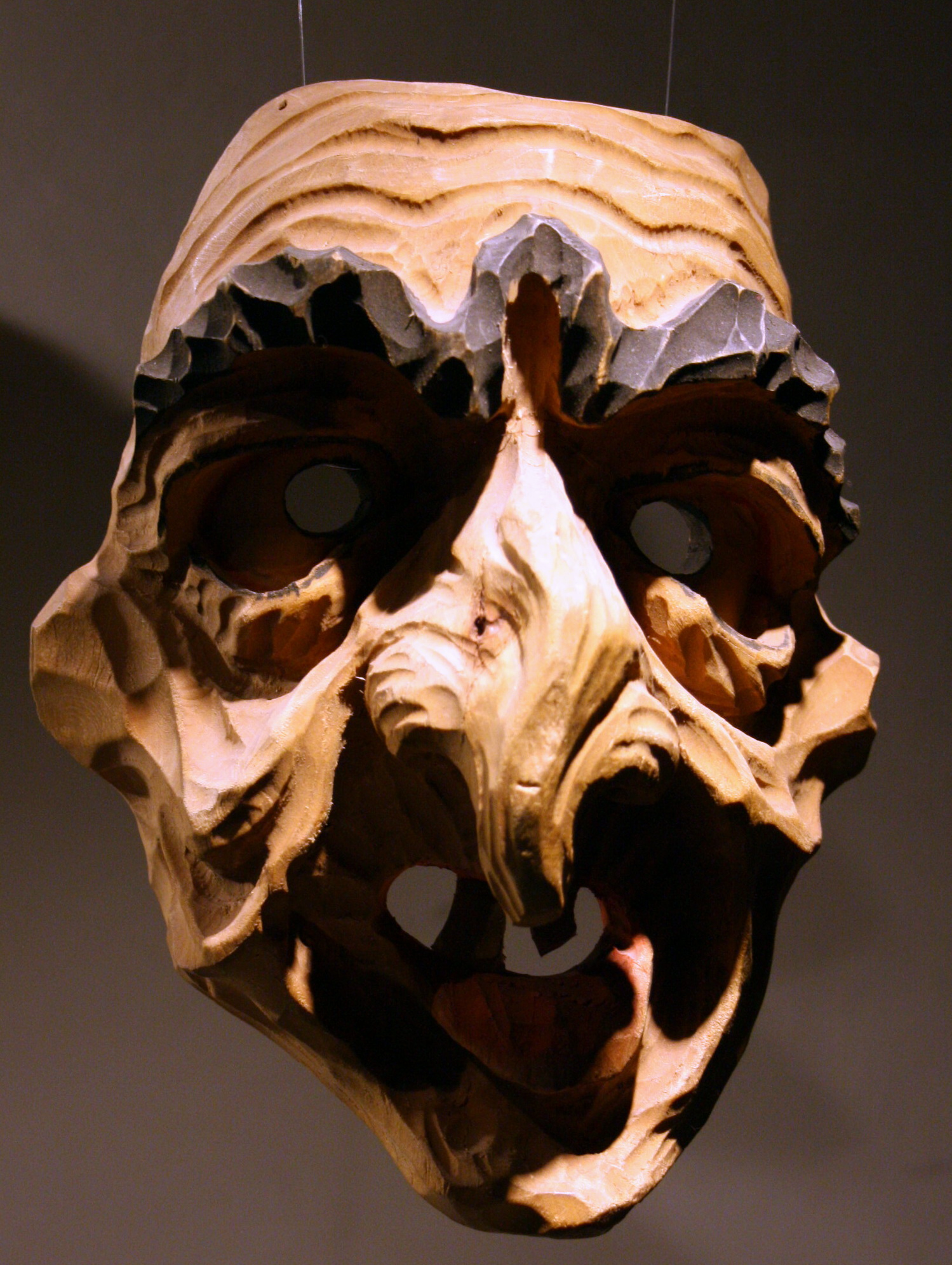